# Thierry Boutsen
Thierry Marc Boutsen (ur. 13 lipca 1957 w Brukseli) – belgijski kierowca Formuły 1.

## Życiorys
W roku 1977 zadebiutował w belgijskiej Formule Ford 1600. Rok później wygrał te zawody (15 zwycięstw w 18 wyścigach). W roku 1979 rozpoczął starty w Formule 3. W 1980 roku, po wygraniu 3 wyścigów, zdobył tytuł wicemistrzowski, za Michele Alboreto. W roku 1981 startował w Formule 2 (zajął drugie miejsce, za Geoffem Leesem). Wziął udział w wyścigu 24 godziny Le Mans w tym samym roku, ale godzinę po jego rozpoczęciu na skutek uszkodzenia zawieszenia miał poważny wypadek – Boutsen nie odniósł poważniejszych obrażeń, ale poszkodowani zostali pracownicy obsługi toru – Thierry Mabillat (zginął), Claude Hertault i Serge David (stracił rękę).
W 1983 uczestniczył w seriach ETCC oraz World Sportscar (wraz z Bobem Wollekiem wygrał wyścig na Monzy.
W tym samym roku zapłacił zespołowi Formuły 1 Arrows pół miliona dolarów, dzięki czemu zadebiutował w Grand Prix Belgii (w zespole tym jeździł do roku sezonu 1986 i zdobył przez ten czas 16 punktów). W sezonie 1987 jeździł w zespole Benetton. Jeździł w nim też w sezonie 1988 (zdobył m.in. 5 miejsc na podium). W roku 1989 trafił do zespołu Williams, tam też odniósł największe sukcesy, między innymi 3 zwycięstwa (pierwsze miejsca w Grand Prix Kanady 1989, Grand Prix Australii 1989 i Grand Prix Węgier 1990, w tym ostatnim zdobył też swoje jedyne pole position. W latach 1991–1992 jeździł dla francuskiego zespołu Ligier, gdzie zdobył jedynie 2 punkty, w Grand Prix Australii 1992. W sezonie 1993, jeżdżąc dla zespołu Jordan, nie wywalczył ani punktu. Po roku 1993 wycofał się z Formuły 1. W następnych latach ścigał się w Stanach Zjednoczonych, w serii Champion Racing, wraz z Billem Adamem i Hansem Stuckiem (zdobyli m.in. 2. miejsce w swojej klasie w wyścigu Rolex 24 at Daytona). Po wypadku podczas wyścigu 24 godziny Le Mans w roku 1999 zrezygnował ze ścigania się.
Kieruje założoną przez siebie firmą Boutsen Aviation. Ma również własny zespół w serii Mégane Trophy.

## Wyniki

### Podsumowanie
W nawiasie podano liczbę zgłoszeń do wyścigu.
| Sezon | Samochód               | Starty  | Punkty | Pozycja |
| ----- | ---------------------- | ------- | ------ | ------- |
| 1983  | Arrows-Ford            | 10 (10) | 0      | -       |
| 1984  | Arrows-Ford Arrows-BMW | 15 (16) | 5      | 15      |
| 1985  | Arrows-BMW             | 16 (16) | 11     | 11      |
| 1986  | Arrows-BMW             | 16 (16) | 0      | -       |
| 1987  | Benetton-Ford          | 16 (16) | 16     | 8       |
| 1988  | Benetton-Ford          | 16 (16) | 27     | 4       |
| 1989  | Williams-Renault       | 16 (16) | 37     | 5       |
| 1990  | Williams-Renault       | 16 (16) | 34     | 6       |
| 1991  | Ligier-Lamborghini     | 16 (16) | 0      | -       |
| 1992  | Ligier-Renault         | 16 (16) | 2      | 14      |
| 1993  | Jordan-Hart            | 12 (12) | 0      | -       |